# Joystiq
Joystiq was een Amerikaanse nieuwswebsite gericht op computerspellen. De website ging van start op 16 juni 2004 en is sinds 2005 eigendom van AOL. Na teruglopende bezoekersaantallen werd de website in 2015 vervangen door Engadget.

## Geschiedenis
Joystiq werd in juni 2004 opgericht als onderdeel van Weblogs, Inc. Het blog werd gelanceerd tijdens de Electronic Entertainment Expo (E3) in 2004 door Peter Rojas, hoofdredacteur van de gamingdivisie van Engadget. Joystick zou zich dieper gaan richten op games en de computerspelindustrie dan Engadget.
Men publiceerde ook een podcast van 2012 tot 2014 en besprak diverse games-relateerde onderwerpen als nieuws en ervaringen.
Joystiq was AOL's belangrijkste computerspelblog. Na de afname van het lezerspubliek werd de website op 3 februari 2015 gesloten. Artikelen over computerspellen werden vanaf dat moment weer door Engadget gepubliceerd.
De website werd meerdere keren genomineerd voor prijzen in de categorie technologiegerelateerde weblogs. Het werd echter steeds overschaduwd door blogs als Slashdot, Gizmodo en Engadget, die een breder aanbod vertegenwoordigden.